# Zestaw znaków
Zestaw znaków – zestawienie znaków pisma z odpowiadającymi im kodami binarnymi lub liczbowymi. Tabelę taką można następnie wykorzystać do przekształcenia tekstu na postać cyfrową, w szczególności w komputerze.
Historycznie istniało wiele różnych zestawów znaków. Większość z nich określała również odpowiednie kody liczbowe. Wszystkie jednak były ograniczone, najczęściej do znaków jednego (lub kilku pokrewnych) języków, lub też były zbyt nieporęczne, by można ich było łatwo używać. Obecnie powszechny we wszystkich nowoczesnych aplikacjach i systemach operacyjnych jest międzynarodowy standard Unicode (najczęściej w połączeniu z kodowaniem UTF-8), zdolny przedstawić każdy znak ze wszystkich pism świata.

## Przykłady
- ASCII
- Base32
- Base64
- EBCDIC
- ISO 8859-2
- JIS
- KOI8-R
- Base16
- Unicode